# Morganucodonta
I morganucodonti (Morganucodonta) sono un ordine estinto di mammaliaformi basali, considerati i precursori dei veri mammiferi (Mammalia). I loro fossili sono stati ritrovati in Europa, Africa, Nordamerica e Asia, e vissero tra il Triassico superiore e il Cretaceo inferiore (circa 210 - 140 milioni di anni fa).

## Classificazione
Poiché i morganucodonti possedevano l'articolazione mascellare "osso dentale - osso squamoso" dei mammiferi, i sistematici come G. G. Simpson (1959) consideravano i morganucodonti come mammiferi. Alcuni paleontologi continuano a utilizzare questa classificazione. Altri usano la terminologia del "gruppo corona", che limita Mammalia agli animali con una singola articolazione mandibolare (non raddoppiata come nei morganucodonti) e altre specifiche caratteristiche dello scheletro dei mammiferi. Con questa definizione, vari ordini basali come i morganucodonti non sono considerati Mammalia, ma Mammaliaformes.
†Morganucodonta
- Bridetherium
- Hallautherium
- Paceyodon
- Purbeckodon
- Morganucodontidae
  - Eozostrodon
  - Erythrotherium
  - Gondwanadon?
  - Helvetiodon
  - Morganucodon
- Megazostrodontidae
  - Brachyzostrodon
  - Dinnetherium
  - Indozostrodon?
  - Megazostrodon
  - Wareolestes

## Paleobiologia
I morganucodonti erano probabilmente insettivori e notturni. Si crede che le abitudini notturne si siano evolute nei primi mammiferi del Triassico (un evento chiamato "collo di bottiglia notturno") come specializzazione che permettesse loro di sfruttare una nicchia notturna più sicura, mentre i predatori più grandi probabilmente erano attivi durante il giorno (sebbene alcuni dinosauri, per esempio, erano anche notturni).